# Calendário (Vila Nova de Famalicão)
Calendário is een plaats (freguesia) in de Portugese gemeente Vila Nova de Famalicão en telt 10.697 inwoners (2001).